# Archives of American Art
Die Archives of American Art sind das weltweit größte Archiv für Primärquellen zur Geschichte der bildenden Kunst in den Vereinigten Staaten. Sie wurden 1954 von Edgar P. Richardson, dem damaligen Direktor des Detroit Institute of Arts, und dem Kunstsammler Lawrence A. Fleischman gegründet. Seit 1970 sind sie Teil der Smithsonian Institution.  

## Geschichte
Das Archives of American Art wurde in Detroit, Michigan, als unabhängige Forschungseinrichtung zur Förderung und Unterstützung der Wissenschaft auf dem Gebiet der bildenden Kunst in Amerika seit dem 18. Jahrhundert gegründet. 1954 hatten Edgar P. Richardson, Direktor des Detroit Institute of Arts, und Lawrence Fleishman, ein Detroiter Geschäftsmann und Kunstsammler, die Idee zur Gründung der Organisation. Sie starteten in Philadelphia ein Pilotprojekt zur Mikroverfilmung von kunstbezogenen Dokumenten. Nach dem Erfolg des Pilotprojekts wurde das Archiv 1955 gegründet und von einem nationalen Kuratorium geleitet.
1960 wurde der Hauptsitz nach New York City verlegt, eine Zweigstelle blieb in Detroit. In den 1960er Jahren führte das Archiv über vierhundert Interviews mit Künstlern, Administratoren, Historikern und anderen Personen, die mit den Kunstprogrammen der Bundesregierung und den Aktivitäten der Farm Security Administration in den 1930er und frühen 1940er Jahren zu tun hatten. Sie erhielt auch eine umfangreiche Fotosammlung, die die Künstler und Kunstwerke dokumentiert, die mit dem New York City Federal Art Project in Verbindung standen. In den 1960er Jahren war Edgar P. Richardson Mitglied der Smithsonian Art Commission und knüpfte so Verbindungen zu dieser Institution.
1970 wurden die Archives of American Art offiziell ein Büro der Smithsonian Institution und der Hauptsitz wurde nach Washington, DC verlegt. 1976 eröffnete das Archiv ein Regionalbüro für den Mittleren Westen im Detroit Institute of the Arts. Heute unterhält das Archiv Forschungszentren in New York City und Washington, DC, sowie angegliederte Referenzzentren in der Abteilung für Bildende Künste der Boston Public Library, im American Art Study Center des De Young Museum in San Francisco, in der Bibliothek des Amon Carter Museum in Fort Worth, Texas, und in der Huntington Library in San Marino, Kalifornien.

## Sammlungen
Heute beherbergen die Archives of American Art die größte Sammlung von Primärquellen zur bildenden Kunst in Amerika mit etwa 5000 Konvoluten, die mehr als 16 Millionen Briefe, Tagebücher und Sammelalben von Künstlern, Händlern und Sammlern sowie Manuskripte von Kritikern und Wissenschaftlern enthalten; Geschäfts- und Finanzunterlagen von Museen, Galerien, Schulen und Verbänden, Fotografien von Persönlichkeiten und Ereignissen aus der Kunstwelt, Skizzen und Skizzenbücher, seltenes gedrucktes Material, Film-, Audio- und Videoaufzeichnungen sowie die größte Sammlung mündlicher Überlieferungen zum Thema Kunst – Quellen zur amerikanischen Kultur der letzten zwei Jahrhunderte.

## Publikationen
Seit 1960 geben die Archives das Archives of American Art Journal heraus, die älteste wissenschaftliche Publikation zur amerikanischen Kunstgeschichte. Die Zeitschrift erscheint zweimal jährlich und fördert den kritischen und kreativen Umgang mit Primärquellen, um neue Geschichten über die Kunst in den Vereinigten Staaten zu erzählen.